# Hallerieae
Hallerieae G. Don, 1838 è una tribù di piante angiosperme appartenenti alla famiglia delle Stilbaceae.

## Etimologia
Il nome della tribù deriva dal suo genere tipo Halleria L., 1753 il cui nome è stato dato in onore del medico, poeta, professore di Gottinga e membro fondatore della Accademia reale svedese delle scienze Albrecht von Haller (1708-77).
Il nome scientifico della tribù è stato definito dal botanico scozzese George Don (Forfar, 17 maggio 1798 – Kensington, 25 febbraio 1856) nella pubblicazione "A General History of the Dichlamydeous Plants - 4: 503, 617" del 1838.

## Descrizione

### Portamento
Il portamento delle specie di questa tribù è arbustivo o formato da piccoli alberi, ma anche formato da erbe perenni con portamento rosulato (Charadrophila). La superficie di queste piante varia da glabra a pubescente. I rami sono eretti da quadrangolari (a causa della presenza di fasci di collenchima posti nei quattro vertici) a alati o arrotondati con brevi internodi.

### Foglie
Le foglie cauline sono opposte e picciolate, quelle basali (se presenti) formano delle rosette. Le lamine sono ovoidi o da ellittiche a orbicolari con apici acuminati o ottusi e margini da subinteri a dentati o crenati grossolanamente.

### Infiorescenze

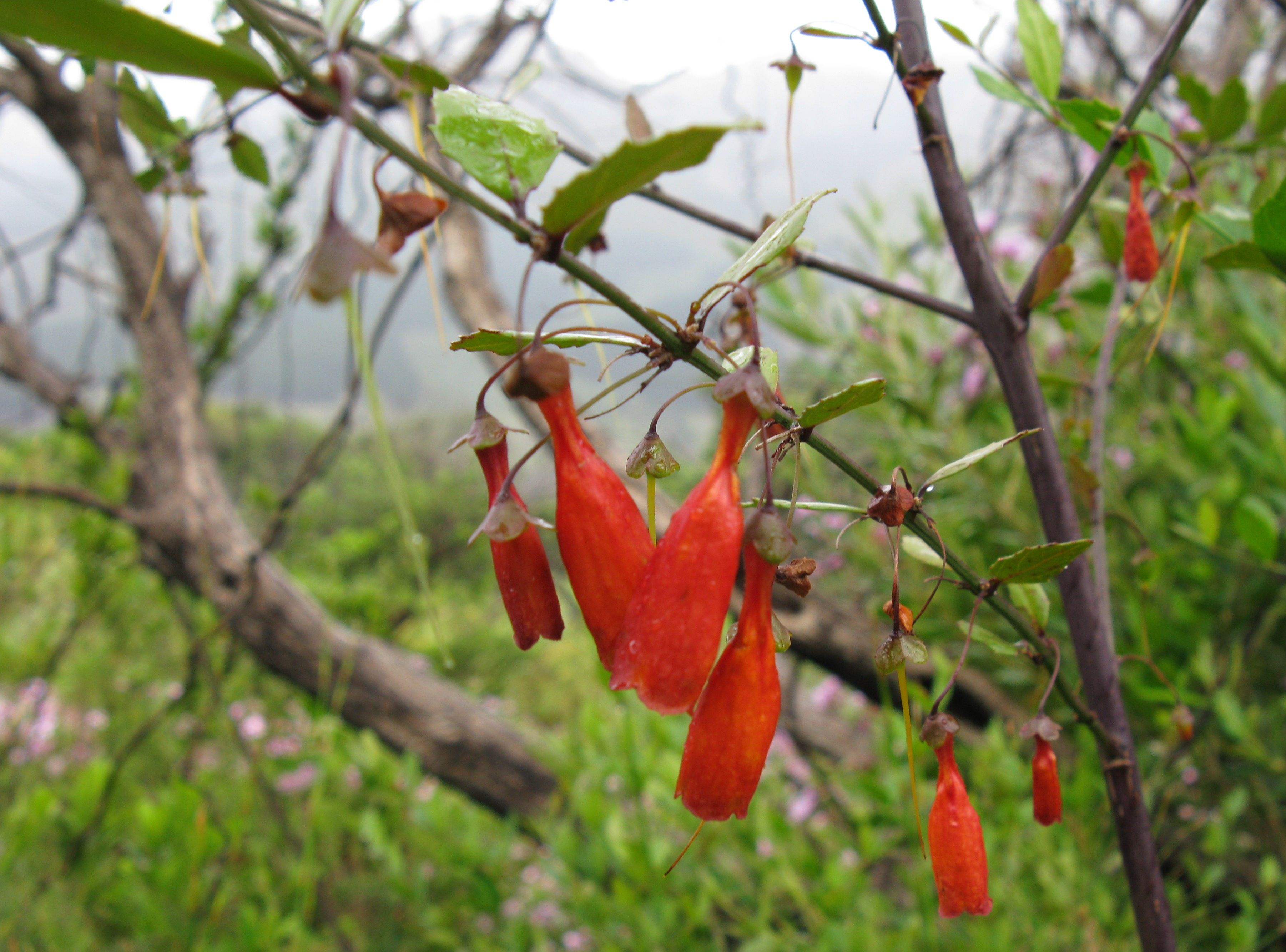
Infiorescenza
Halleria elliptica

Le infiorescenze, di tipo tirsoide, sono formate da verticilli sovrapposti non terminali. Ogni verticillo può contenere diversi fiori. I fiori sono distintamente pedicellati. Sono presenti sia brattee che bratteole.

### Fiori

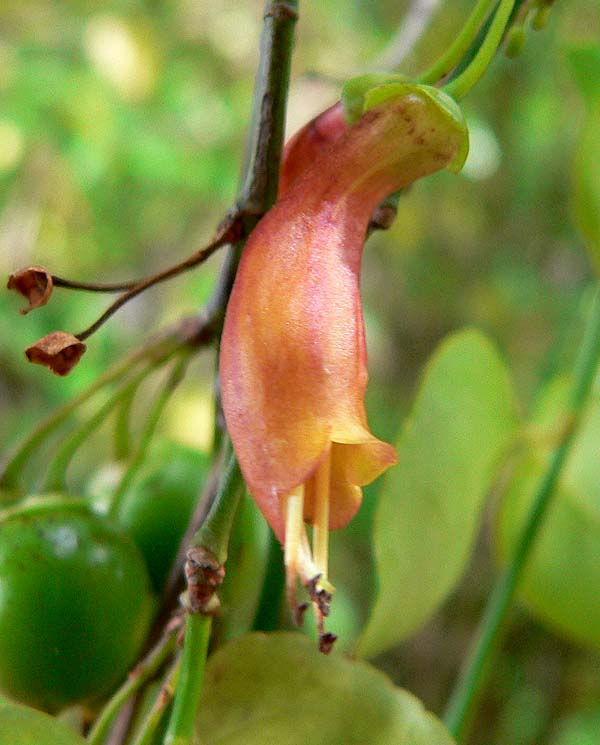
I fiori
Halleria lucida

I fiori, ermafroditi, sono tetraciclici (ossia formati da 4 verticilli: calice– corolla – androceo – gineceo) e pentameri (i verticilli del perianzio hanno più o meno 5 elementi ognuno).
- Formula fiorale. Per la famiglia di queste piante viene indicata la seguente formula fiorale:

X/* K (4-5), [C (4-5) A 2+2 o 5], G (2), supero, capsula.
- Il calice, subruotato a forma campanulata, è gamosepalo e subattinomorfo formato da 3 - 5 lobi (normalmente 4). I lobi formano una coppa e sono patenti. In Charadrophila il calice è bilabiato con lobi stretti e subuguali.

- La corolla, tubulare-campanulata (gamopetala), bilabiata (subattinomorfa - le labbra sono appena distinguibili), termina con 4 - 5 lobi. Il tubo è diritto o incurvato, piatto nella parte apicale. Il colore è rosso, arancio o blu (bianco nella gola).

- L'androceo è formato da 4 stami sporgenti (inclusi in Charadrophila). Talvolta è presente uno staminoide. Gli stami sono adnati alla base del tubo della corolla. I filamenti sono liberi, lunghi o corti. Le antere sono biloculari (a due teche). Le teche sono uguali e confluenti a maturità. La deiscenza è longitudinale.

- Il gineceo è bicarpellare (sincarpico - formato dall'unione di due carpelli connati). L'ovario è supero ed ha delle forme ovoidi. Lo stilo termina con uno stigma da capitato a bilobo.

### Frutti
I frutti sono delle capsule a deiscenza loculicida. I semi, numerosi, hanno delle forme compresse e debolmente alate.

## Biologia
Le specie di questo raggruppamento si riproducono prevalentemente per impollinazione tramite insetti (impollinazione entomogama) ma anche tramite uccelli (impollinazione ornitogama)..
La dispersione dei semi avviene inizialmente a causa del vento (dispersione anemocora); una volta caduti a terra sono dispersi soprattutto da insetti tipo formiche (mirmecoria). 

## Distribuzione e habitat
La distribuzione delle specie di questo gruppo è soprattutto sudafricana con habitat da tropicali a subtropicali.

## Tassonomia
La famiglia di appartenenza della tribù (Stilbaceae) comprendente tre tribù con una dozzina di generi e circa 40 specie.

### Generi
La tribù si compone di 2 generi e 6 specie:
- Charadrophila Marloth, 1899 (1 sp.)
- Halleria L., 1753 (5 spp.)

### Filogenesi
La circoscrizione attuale di questa tribù è di recente formazione. Il genere Charadrophila in passato è stato descritto all'interno della famiglia Gesneriaceae, mentre ultimamente era stato collocato nelle Scrophulariaceae (tribù Alonsoeae Barringer; ora obsoleta). Il genere Halleria provvisoriamente era stato inserito nella tribù Bowkerieae Barringer. Da un punto di vista filogenetico i due generi formano un "gruppo fratello" e sono "basali" per la famiglia.